# المپیک زمستانی ۱۹۶۰
بازی‌های المپیک زمستانی ۱۹۶۰ (به انگلیسی: VIII Olympic Winter Games) در شهر اسکو ولی، ایالت کالیفرنیا در کشور آمریکا از ۱۸ تا ۲۸ فوریه ۱۹۶۰ برگزار شد.
در این دوره از بازی‌ها شوروی با ۷ طلا، ۵ نقره و ۹ برنز مقام اول این رقابت‌ها را به دست آورد. آلمان با ۴ طلا، ۳ نقره و ۱ برنز مقام دوم را کسب کرد و تیم آمریکا با ۳ طلا، ۴ نقره و ۳ برنز به مقام سوم رسید. تیم ایران در این دوره از بازی‌ها حضور نداشته است.

## ورزش‌ها
- ورزش دوگانه (۱) (جزئیات)
- هاکی روی یخ (۱) (جزئیات)
- اسکیت روی یخ
  -  اسکیت نمایشی (۳) (جزئیات) 
  -  اسکیت سرعت (۸) (جزئیات)
- اسکی
  -  اسکی آلپاین (۶) (جزئیات) 
  -  اسکی نوردیک  (جزئیات) 
    -  اسکی صحرانوردی (۶) (جزئیات) 
    -  نوردیک ترکیبی (۱) (جزئیات) 
    -  اسکی پرش (۱) (جزئیات)

## کشورهای شرکت‌کننده
- آرژانتین (۶)
- استرالیا (۳۰)
- اتریش (۲۶)
- بلغارستان (۷)
- کانادا (۴۴)
- شیلی (۵)
- چکسلواکی (۲۱)
- دانمارک (۱)
- فنلاند (۴۸)
- فرانسه (۲۶)
- تیم متحد آلمان (۷۴)
- بریتانیای کبیر (۱۷)
- مجارستان (۳)
- ایسلند (۴)
- ایتالیا (۲۸)
- ژاپن (۴۱)
- کره جنوبی (۷)
- لبنان (۲)
- لیختن‌اشتاین (۵)
- هلند (۷)
- نیوزیلند (۴)
- نروژ (۲۹)
- لهستان (۱۳)
- آفریقای جنوبی (۴)
- اتحاد شوروی (۶۲)
- اسپانیا (۴)
- سوئد (۴۷)
- سوئیس (۲۱)
- ترکیه (۲)
- ایالات متحده آمریکا (۷۹) (میزبان)

## جدول مدال‌ها

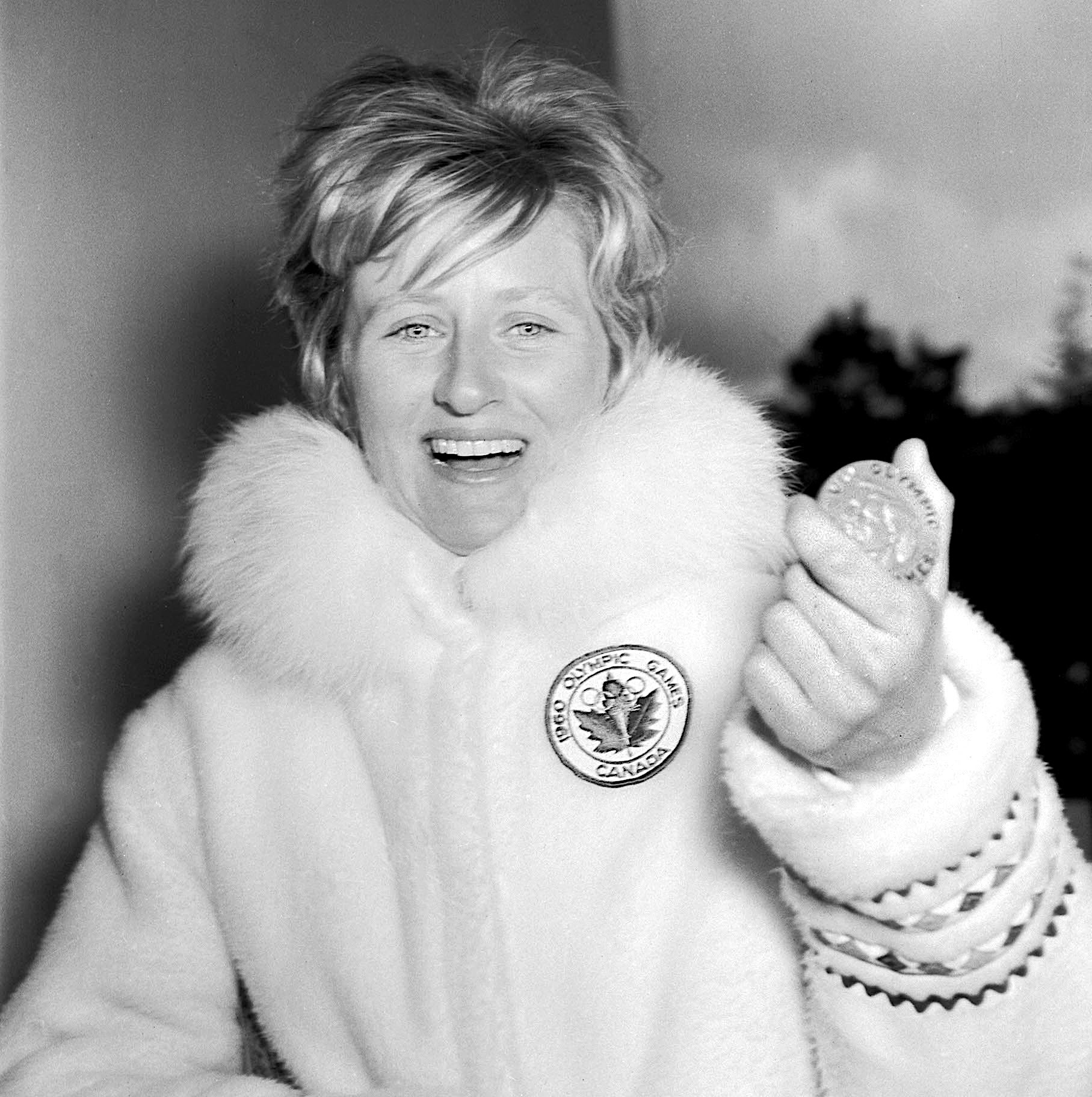
تصویری از آن هگتویت مدال‌آور زن کشور کانادا در المپیک ۱۹۶۰

*   کشور میزبان (ایالات متحده آمریکا)
| رتبه            | کشور                 | طلا | نقره | برنز | مجموع |
| --------------- | -------------------- | --- | ---- | ---- | ----- |
| ۱               | اتحاد شوروی          | ۷   | ۵    | ۹    | ۲۱    |
| ۲               | تیم متحد آلمان       | ۴   | ۳    | ۱    | ۸     |
| ۳               | ایالات متحده آمریکا* | ۳   | ۴    | ۳    | ۱۰    |
| ۴               | نروژ                 | ۳   | ۳    | ۰    | ۶     |
| ۵               | سوئد                 | ۳   | ۲    | ۲    | ۷     |
| ۶               | فنلاند               | ۲   | ۳    | ۳    | ۸     |
| ۷               | کانادا               | ۲   | ۱    | ۱    | ۴     |
| ۸               | سوئیس                | ۲   | ۰    | ۰    | ۲     |
| ۹               | اتریش                | ۱   | ۲    | ۳    | ۶     |
| ۱۰              | فرانسه               | ۱   | ۰    | ۲    | ۳     |
| ۱۱              | لهستان               | ۰   | ۱    | ۱    | ۲     |
| ۱۱              | هلند                 | ۰   | ۱    | ۱    | ۲     |
| ۱۳              | چکسلواکی             | ۰   | ۱    | ۰    | ۱     |
| ۱۴              | ایتالیا              | ۰   | ۰    | ۱    | ۱     |
| مجموع (۱۴ کشور) | مجموع (۱۴ کشور)      | ۲۸  | ۲۶   | ۲۷   | ۸۱    |